# Боргова криза в Греції

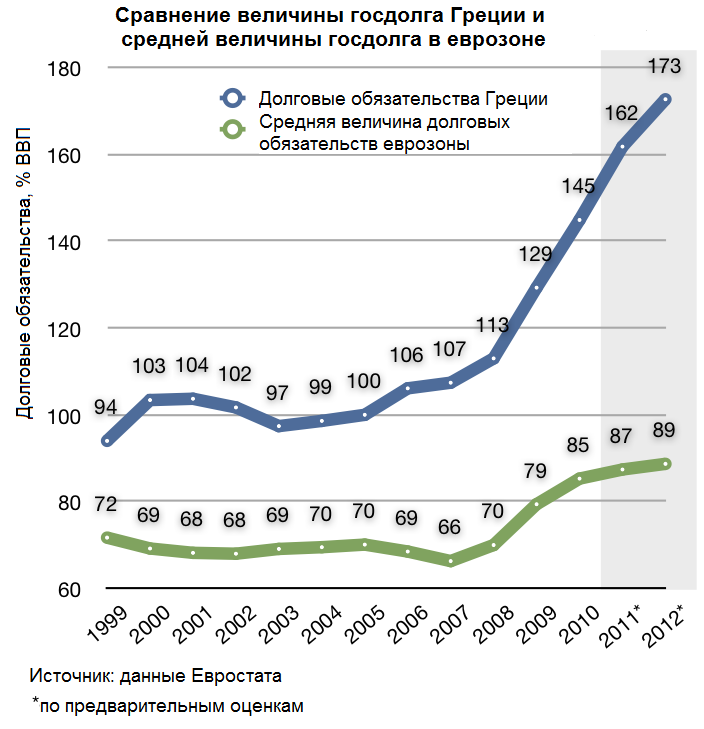
Динаміка зростання боргу Греції (синій) в порівнянні з середнім боргом у Єврозоні (зелений)

Економічна криза в Греції — фінансова та економічна криза Республіки Греція, її кредитонеспроможність, яка розпочалася в 2009. Головними причинами кризи виступили: висока частка незароблених сплат та різноманітних внутрішніх пільг; низький відсоток експорту; роздутий державний апарат. Постійно зростаючий високий зовнішній борг країни став наслідком великих кредитів та неспроможності їх виплатити. У результаті — політична нестабільність, посилена бездіяльністю, корумпованістю та популізмом державних чиновників та уряду, ухилення від необхідних, але болісних соціально-економічних реформ.

## Причини
Однією з головних причин економічного спаду стало «марнотратство» та бездіяльність влади, що постійно брала в борг гроші (і цей борг зростав з кожним роком) та нічого не робила для подолання податкової слабкості населення країни та стабілізації внутрішньо економічної ситуації в країні.
Отже з вищезазначеного можна виділити такі основні причини кризи в країні:
- Переважання на грецьких ринках імпортних товарів;
- Великий зовнішній борг країни;
- Зростання рівня безробіття, особливо серед молоді;
- Зниження рівня туризму, що є основною статтею прибутку;
- Зменшення іноземних інвестицій;
- Високий рівень корумпованості (й не бажання влади боротись з цим явищем).

## Ознаки кризи
В період кризи можна відмітити такі аспекти, що говорять про уповільнення темпів економічного зростання країни
- знизились темпи зростання ВВП країни (наприклад, у 2008 р. ріст ВВП склав 1 %, у 2009 – -2,3%, 2010 – -3,5%, 2011 – -7,1%, 2012 – -6,4%)[3];
- зріс рівень безробіття в країні з 7,7% у 2008 до 27,9% у 2013[4];
- скоротились соціальні виплати населення;
- зріс загальний рівень інфляції з 1,4% у 2009 до 4,7 % у наступному році (проте вже в 2011 рівень інфляції впав до позначки 3,3%)[5];
- збільшився державний борг країни в період з 2008 по 2011 він зріс з 250 млрд. євро до 360 млрд. євро. Як наслідок цього в Греції прокотилась ціла низка виступів та демонстрацій, що активно виступали проти бездіяльності влади в даній ситуації.

## Євросоюз та Греція
Після вступу країни до ЄС економіка її почала перебудовуватись. Протягом 2000-2007 років грецька економіка зростала з великою швидкістю — середньорічний приріст становив 4.2%. Причиною став масовий приплив капіталу в країну, яка нещодавно прийняла євро. Але не дивлячись на це, країна продовжувала щороку нарощувати бюджетний дефіцит, бо грецький ринок не зумів витримати конкуренції з європейськими товарами і, як наслідок, національне виробництво занепало.
Державний борг країни постійно зростав. У 2010 Євросоюз, ЄЦБ та Міжнародний валютний фонд видали Греції перший кредит. За три роки (до 2013) державний борг Греції зріс до 324 млрд євро, що становило 175% від ВВП. 246 млрд з них були отримані Грецією від країн Єврозони. Лише за 2013 рік борг країни зріс на 16 млрд. євро. У наступному півріччі 2014 борг Греції склав 339 млрд. Як наслідок, відбулось збідніння населення, зріс рівень безробіття, знизились соціальні стандарти та виплати. Аби подолати такі проблеми, уряд задумувався про вихід країни з ЄС.
Але, по-перше, економіка власне Європейського Союзу не була готова до такого розвитку подій, бо вихід однієї країни міг спричинити падіння економіки іншої і як наслідок, згодом, навіть, розпад Європейського союзу. По-друге, і грецький уряд, і самі греки чудово розуміли, що якщо вони вийдуть із зони євро, то назад повернутись в них не буде можливості. І вже через декілька років тема про вихід Греції із ЄС була закрита. У 2014 році Греція стала головою Ради ЄС. Як зазначив голова Єврокомісії Баррозу: «Греція приймає перехідне головування в Раді в особливо складний момент для вашої країни і грецького народу. Два роки тому багато робили ставку на вихід Греції з єврозони, розвал нашої спільної валюти і можливий розпад ЄС. Європейська комісія завжди стояла на стороні грецького уряду і народу. Я завжди говорив, що успіх Греції — це успіх Євросоюзу».

## Розмір боргу
На початок липня 2015 Греція заборгувала наступним країнам (в € млрд. — джерело: Open Europe, IESEG):
- Німеччина: 56,473
- Франція: 42,409
- Італія:  37,267
- Іспанія: 24,763
- Нідерланди: 11,893
- Бельгія: 7,233
- Австрія: 5,790
- Фінляндія: 3,739

Інституції, яким заборгувала Греція (в € млрд. — джерела: Open Europe, Європарламент, 
Банк Греції, Міністерство фінансів Греції)
- Єврозона: 192,8
- Міжнародний валютний фонд: 32,8
- Європейський центральний банк: 20,0
- Банки Греції: 10,9
- інші утримувачі бондів: 48,8

## Антикризові заходи в Греції
Нижче перераховані непопулярні антикризові заходи, які базово можна розділити на 2 групи, стали причиною проведення Грецького "фінансового" референдуму 2015 року:
- скорочення видатків державного бюджету. Дана група заходів включає в себе наступні дії[9]:

- підвищення ставок податку на додану вартість, що за розрахунками мало забезпечити приплив додаткових коштів до бюджету приблизно на 1,3 млрд. дол.;
- збільшення акцизів на тютюн, алкоголь, паливо і т.д.;
- підвищення податків на предмети розкоші, на нерухомість, на доходи підприємств;
- приватизації державної власності;
- урізання заробітної плати державним службовцям і скорочення їх кількості;
- заморожування розміру пенсійних виплат;
- зниження соціальних витрат (на освіту, медицину, посібників з безробіття) і відміна деяких видів пільг.

- позички, кредити у МВФ та Європейського Центрального банку. Саме в Греції ця група методів знайшла своє відображення так:

- першим кроком стало рішення Ради міністрів фінансів країн єврозони про виділення Греції допомоги в розмірі 110 млрд. євро, прийняте 2 травня 2010 року. Кошти виплачувались протягом 3 років, з них 40 млрд. – до кінця 2010 року. Це було спільне рішення ЄС і МВФ, який зобов'язався виділити на ці цілі 30 млрд. Решту коштів мали надати Єврокомісія і окремі країни єврозони. Виплата найбільшої частки — 22,4 млрд. євро – лягли на плечі Німеччини. При цьому, Франція та інші країни раніше активно виступали проти залучення МВФ до вирішення проблем єврозони на тій підставі, що Фонд фактично контролює США;
- згідно з прийнятою програмою допомоги в 2010 році Греція отримала близько 10 млрд. євро від МВФ і ще 30 млрд. – від європейських країн. Відсотки по кредиту не перевищували 5% річних, а це значно менше, ніж вартість позики на відкритому ринку. Перший пакет допомоги (20 млрд. євро) був виділений Греції вже в першій половині травня 2010.

28 червня 2015 Парламент Греції затвердив проведення референдуму з питання про борг країни, запропоноване напередодні прем'єр-міністром Алексісом Ципрасом. Голосування про згоду з вимогами міжнародних кредиторів має пройти 5 липня. Після затвердження грецькі банки зачинились з понеділка, 29 червня, також у понеділок не працюватиме грецька фондова біржа. Банки можуть відкритися лише 6 липня — після завершення референдуму.

## Можливі негативні наслідки кризи
У разі відмови уряду виконати забов'язання Греції перед її європейськими партнерами та кредиторами, її чекають наступні можливі наслідки:
- Оголошення неплатоспроможністі Греції — дефолт
- Вихід із Єврозони і повернення до національної валюти — драхми
- Вихід країни із Євросоюзу

З приводу можливості повернення до старої національної валюти — драхми — міністр фінансів країни Яніс Варуфакіс заявив, що Греція не має можливості друкувати власні паперові гроші. Верстати, на яких друкувалася стара драхма, після входження країни в Єврозону, були в Греції знищені.

## Дефолт
На 1 липня 2015 Греція не здійснила обов'язковий платіж за кредитами МВФ на суму $ 1.6 млрд і, тим самим, увійшла у стан технічного дефолту. Пізно увечері напередодні платежу Уряд Греції звернувся до Єврогрупи, в яку входять міністри фінансів країн ЄС, з проханням надати наступний кредит, але, зважаючи на очікуваний в Греції кредитний референдум, це прохання було відхилене. Всі наступні консультації з Єврогрупою щодо можливих наступних кредитуваннь було вирішено продовжити по факту проведення референдуму. Всі інші контакти на всіх рівнях вирішено було припинити.